# Julien Green
Julien Green (Paris, 6 de setembro de 1900 — Paris, 13 de agosto de 1998), de nome Julian Hartridge Green, escritor norte-americano de expressão francesa, escreveu livros religiosos de orientação católica.

## Biografia
Depois da morte da sua mãe, uma devota protestante, converteu-se ao catolicismo em 1916, pouco depois de seu pai e de várias de suas irmãs. Em 1917, Julien Green alista-se no Serviço de Ambulâncias Americano, sendo destacado no ano seguinte para a artilharia francesa. Desmobilizado em março de 1919, vai pela primeira vez aos Estados Unidos em setembro de 1919. Lá completa os estudos na Universidade da Virgínia, e escreve o seu primeiro livro em inglês.
Toda a obra de Green é dominada pela questão da fé, do bem, e do mal. Em paralelo com um grande número de romances, publica também um diário em 17 tomos entre 1926 e 1997, a que se juntou Le Grand Large du soir publicado postumamente em 2006. O seu livro Si j'étais vous inspirou a psicanalista Melanie Klein.
Foi eleito para a Academia Francesa em 3 de Junho de 1971, cadeira 22, sucedendo a François Mauriac. A sua recepção oficial teve lugar a 16 de Novembro de 1972. Declarou-se demissionário da Academia em 1996, mas esta não elegeu nenhum sucessor para o seu lugar antes da sua desaparição em 1998. Contrariamente ao que se pensou durante muito tempo, Green nunca deteve nacionalidade francesa: Pompidou fez-lhe uma proposta nesse sentido em 1972, após a sua eleição para a Academia, mas ele declinou. Foi enterrado no dia 21 de Agosto de 1998 em Klagenfurt, na  Áustria, na Igreja de Santo Egídeo. Emocionado por uma velha estátua da Virgem Maria aquando da sua visita à Igreja em 1990, o escritor expressou a vontade de ser inumado numa das suas capelas.
Julien Green é pai adoptivo do escritor Éric Jourdan.
A sua obra tem sido recompensada com múltiplos prémios: 
- O Prémio Prince Pierre de Monaco, em 1951.
- O Grande Prémio National (Grand Prix national des Lettres), en 1966.
- O Grande Prémio de Literatura da Academia Francesa (Grand Prix de Littérature de l'Académie française), em 1970.
- O Grande Prémio de Literatura da Polónia, em 1988.
- O Prémio Cavour, grande prémio de literatura italiano, em 1991.

## Obras do autor
- Pamphlet contre les catholiques de France (1924)
- Mount Cinère (1926)
- Suite anglaise (1927)
- Le voyageur sur la terre (1927)
- Adrienne Mesurat (1927)
- Un puritain homme de lettres (1928)
- Léviathan (The Dark Journey, 1929)
- L'autre sommeil (1930)
- Épaves (The Strange River, 1932)
- Le visionnaire (The Dreamer, 1934)
- Minuit, (Midnight, 1936)
- Journals I, II, III (1938-46)
- Varouna (Then Shall the Dust Return, 1940)
- Memories of Happy Days (1942)
- Si j'étais vous... (If I Were You, 1947)
- Moïra (1954)
- Sud (1953)
- L'ennemi (1954)
- La malfaiteur (The Transgressor, 1956)
- L'ombre (1956)
- Le bel aujour-d'hui (1958)
- Chaque homme dans sa nuit (1960)
- Partir avant le jour (To Leave Before Dawn/The Green Paradise, 1963)
- Mille chemins ouverts (The War at Sixteen, 1964)
- Terre lointaine (Love in America, 1966)
- Les années faciles (1970)
- L'autre (The Other One, 1971)
- Qui sommes-nous (1972)
- Ce qui reste du jour (1972)
- Jeunesse (1974)
- La liberté (1974)
- Memories of Evil Days (1976)
- La Nuit des fantômes (1976)
- Le Mauvais lieu (1977)
- Ce qu'il faut d'amour à l'homme (1978)
- Dans la gueule du temps (1979)
- Les Pays lointains (The Distant Lands, 1987)
- Les Étoiles du sud (The Stars of the South, 1989)
- Paris (1991)